# Okupacja Gori
Okupacja Gori – przejęcie gruzińskiego miasta Gori przez siły rosyjskie w dniach 11–22 sierpnia 2008 roku w ramach wojny osetyjskiej 2008.
Pierwsze naloty na miasto odbyły się nocą i rano 9 sierpnia, kiedy to została zniszczona duża część miasta.
10 sierpnia po godzinie 14. poinformowano, że armia rosyjska maszeruje w stronę Gori, natomiast nocą rozpoczął się ostrzał miasta przez rosyjską artylerię i lotnictwo.
11 sierpnia 80% mieszkańców, czyli 56 000 ludzi uciekło przed rosyjskim bombardowaniem. O godz. 17. rozpoczęła się ewakuacja miasta. Po tym Rosjanie zdobyli kontrolę nad miastem Gori. 13 sierpnia Rosjanie wprowadzili do miasta co najmniej 50 czołgów.
14 sierpnia Wiaczesław Borisow twierdził, że miasto Gori jest kontrolowane wspólnie przez gruzińską policję i rosyjskich żołnierzy, następnie powiedział, że Rosjanie samodzielnie kontrolują miasto, a Gruzini wycofali się. Organizacja Narodów Zjednoczonych, opisała sytuację humanitarną w Gori jako „rozpaczliwą”, udało się wydać jedynie ograniczone dostawy żywności do miasta.
15 sierpnia wojska rosyjskie dopuściły szereg dostaw pomocy humanitarnej do miasta, ale nadal blokowali miasto od zewnątrz.
Wojska rosyjskie formalnie opuściły miasto 22 sierpnia. Gruzińskie władze jednak poinformowały, że pojedyncze jednostki rosyjskie można było spotkać na obrzeżach miasta. Władze w Tbilisi zapowiedziały, że będą organizować powroty dziesiątków tysięcy uchodźców do Gori.